# Alva Vanderbilt Belmont

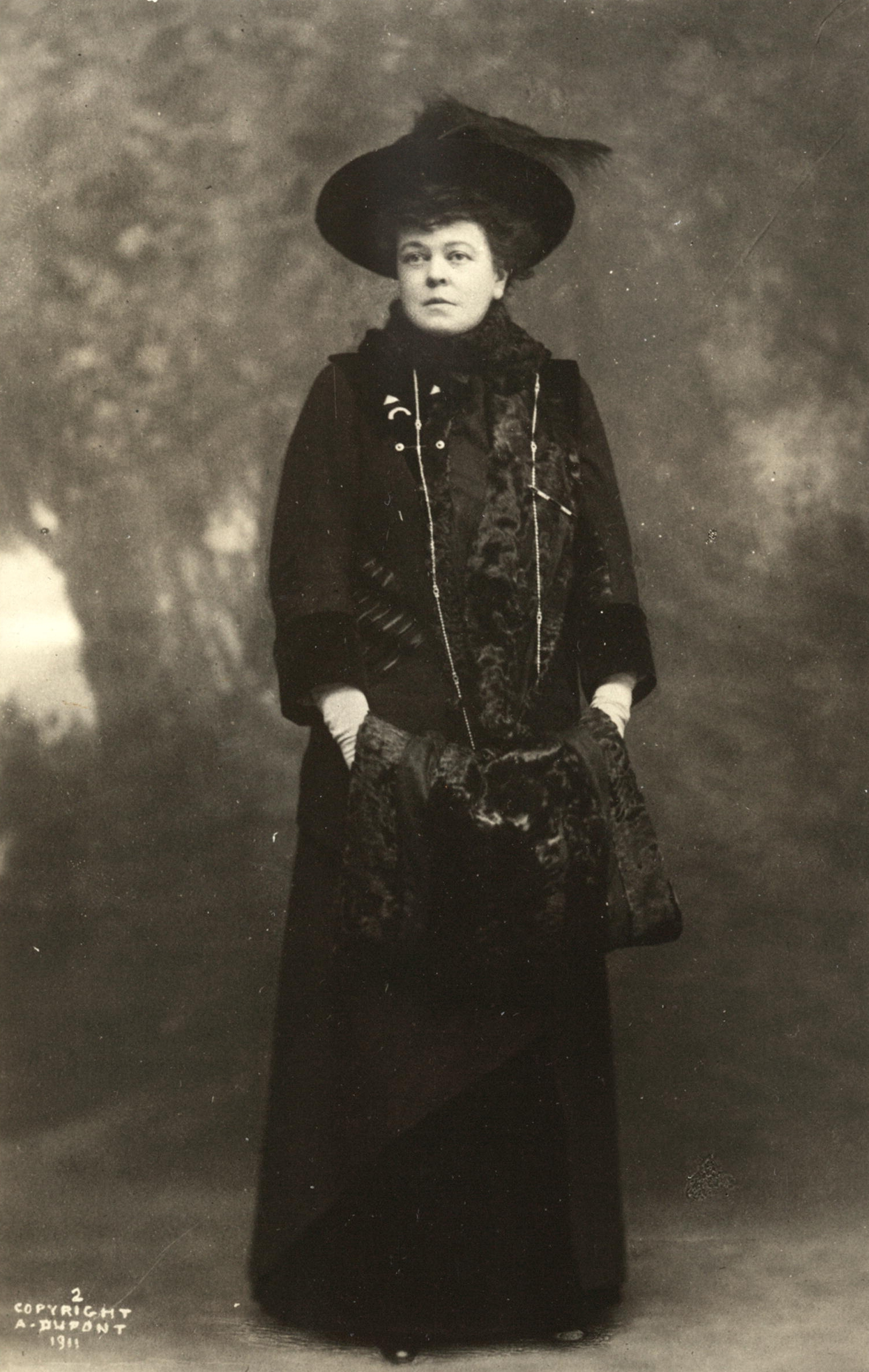
Alva Vanderbilt Belmont, um 1911

Alva Vanderbilt Belmont, geborene Alva Erskine Smith (* 17. Januar 1853 in Mobile, Alabama; † 26. Januar 1933 in Augerville-la-Rivière bei Paris) war eine US-amerikanische Frauenrechtlerin und Präsidentin der National Woman’s Party; sowie High Society-Lady der «Four Hundred» in der New Yorker Gesellschaft (Belle Époque).

## Leben

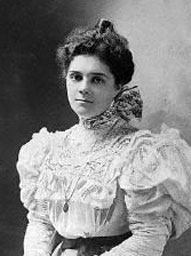
Alva Erskine Smith, um 1875

Alva war die jüngste Tochter von vier Kindern des Baumwollfabrikanten Murray Forbes Smith († 1876) und seiner Ehefrau Phoebe Desha († 1869), Tochter des Generals und Kongressabgeordneten Robert Desha (1791–1849). Kurz nach der Geburt von Alva zogen ihre Eltern nach Newport (Rhode Island) und ab 1857 nach New York City. Während des Amerikanischen Bürgerkriegs lebte Alva mit ihrer Mutter in Frankreich, wo sie auf einer Mädchenschule in Neuilly-sur-Seine studierte. Anfang der 1870er Jahre kehrte Alva mit ihren Eltern in die Vereinigten Staaten zurück und wurde kurz darauf in die Gesellschaft eingeführt. Auf einem Ball der Familie Vanderbilt lernte Alva durch ihre Jugendfreundin María Consuelo Yznaga del Valle (1858–1909), spätere Duchess of Manchester, ihren späteren Ehemann kennen. Am 20. April 1875 heiratete Alva Smith in New York City den reichen Eisenbahnmagnaten William Kissam Vanderbilt (1849–1920), zweiter Sohn von William Henry Vanderbilt und seiner Frau Maria Louisa Kissam. Aus der gemeinsamen Verbindung gingen drei Kinder hervor: Consuelo (1877–1964), spätere Herzogin von Marlborough, William Kissam (1878–1944) und Harold Stirling (1884–1970).

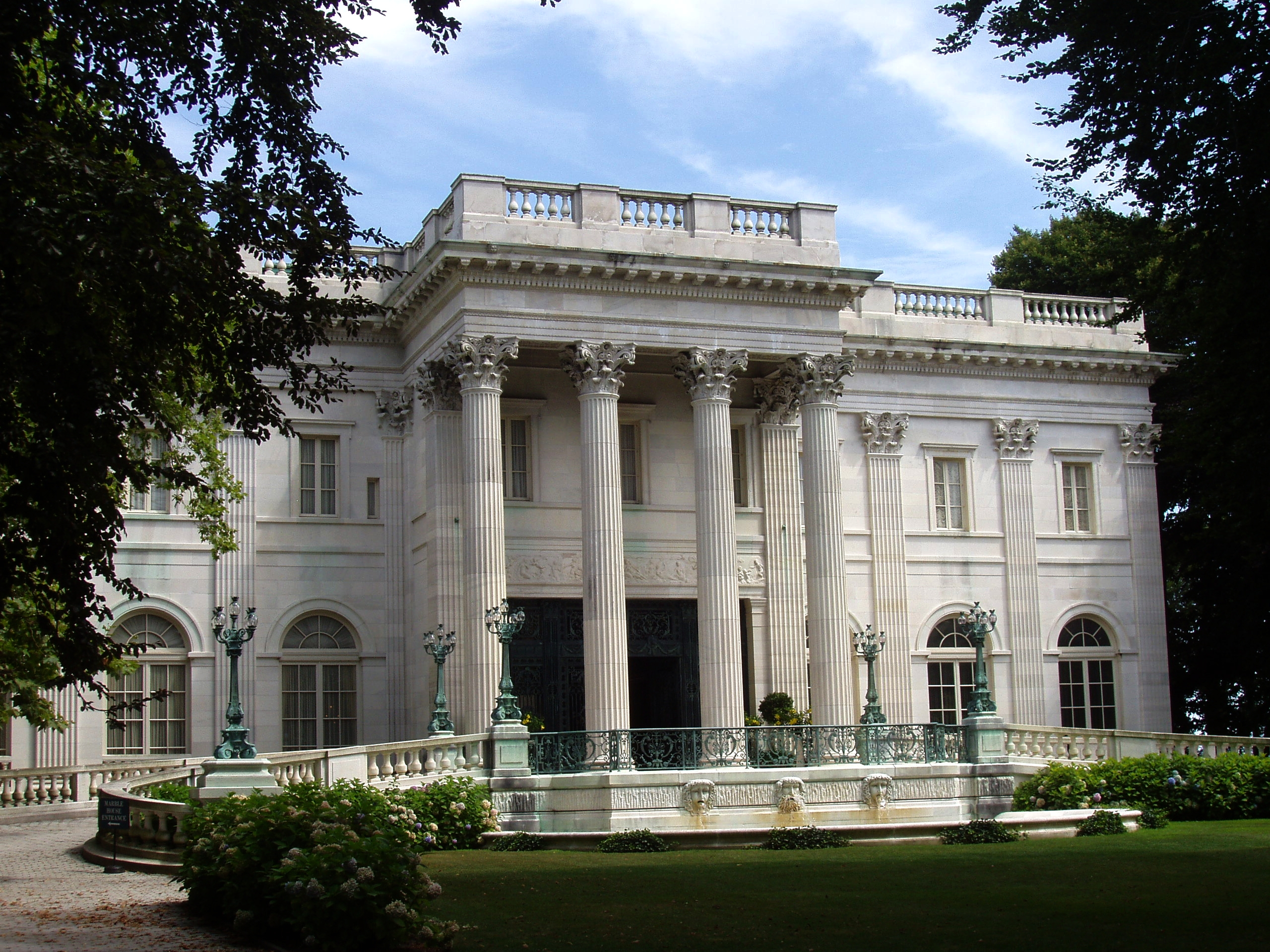
Marble House in Newport, Rhode Island

Nach ihrer Heirat war Alva Vanderbilt entschlossen den sozialen Status der Vanderbilts an zuheben, indem sie die damalige Grand Dame der New Yorker Gesellschaft, Caroline Schermerhorn Astor (1830–1908), zu beeindrucken versuchte. Zwischen 1877 und 1881 ließ ihr Ehemann durch den bekannten Architekten Richard Morris Hunt ein Stadthaus im französischen Renaissance-Stil für seine Familie auf der Fifth Avenue in Manhattan, New York City. erbauen. Sieben Jahre später wurde Richard Morris Hunt mit dem Bau von Marble House in Newport, Rhode Island, im neoklassizistischen Stil beauftragt. Das Haus wurde als Sommerhaus der Familie Vanderbilt genutzt. 

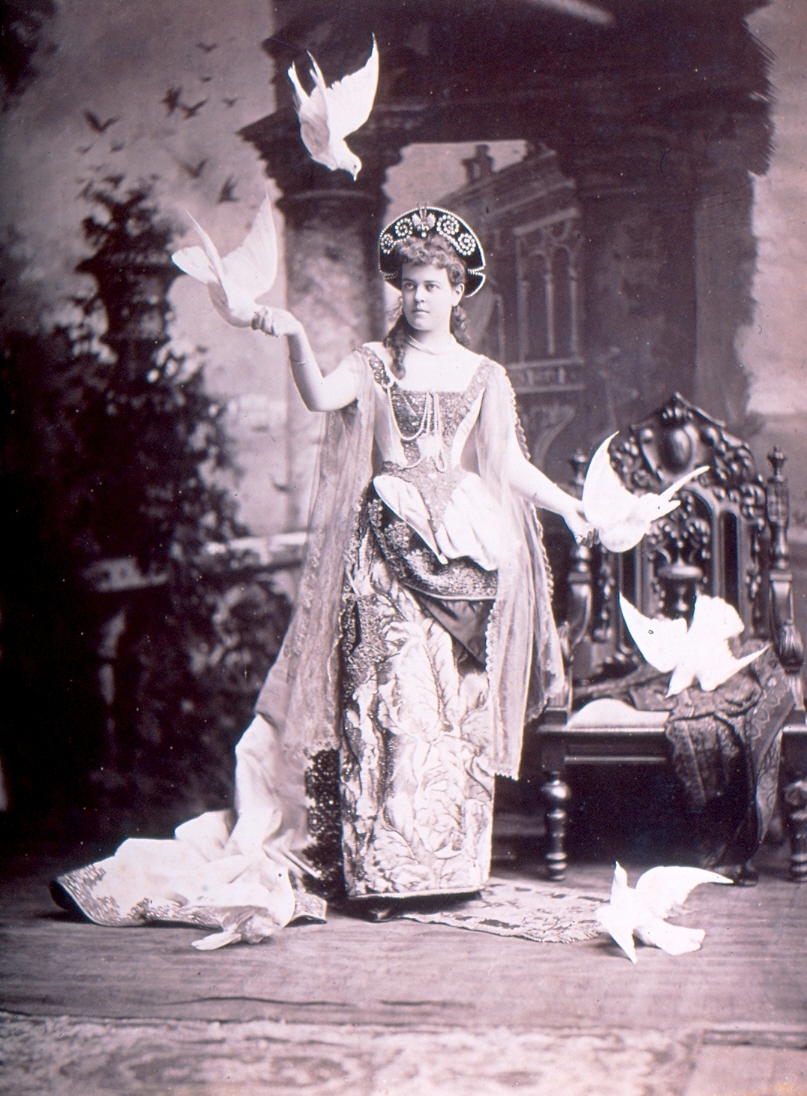
Alva Vanderbilt, um 1883

In der Wintersaison 1881 veranstaltete Vanderbilt einen Maskenball in deren Stadthaus in der Fifth Avenue und lud alle Familien der «Four Hundred» die Rang und Namen hatten ein (darunter waren: Livingstone-Armstrongs, Rothschilds, Leiters, Belmonts, Morgans und Goulds), so auch Mrs. Astor mit deren Töchtern. Am 26. März 1883 fand Alva Vanderbilts legendärer Kostümball statt. Angeblich sollen sich die Kosten für das rauschende Fest auf um 250.000 US-Dollar, nach heutigen Maßstäben ca. 3 Millionen Dollar, belaufen haben. Die Bankette, Bälle, Gartenparties, Dinners, Tanzabende und Kostümfeste der amerikanischen Geldaristokratie waren berühmt und füllten die Gesellschaftsspalten der Zeitungen. Doch aller Wunschziel war die Teilnahme am Gesellschaftsleben der englischen Aristokratie. So wurden Alvas Tochter Consuelo, spätere Duchess of Marlborough, und ihre Jugendfreundin Mary Victoria Leiter (1870–1906), spätere Baroness Curzon of Kedleston, 1894 in die Londoner Gesellschaft eingeführt. 

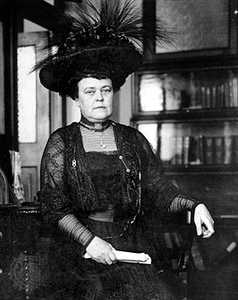
Alva Vanderbilt Belmont, um 1900

Im März 1895 reichte Alva Vanderbilt die Scheidung ein, was in der Gesellschaft ein Skandal bedeutete. Der Grund war, dass ihr Ehemann mehrere Jahre eine heimliche Liebesaffäre mit der spanischen Tänzerin La Belle Otéro (1868–1965) unterhielt. Als Abfindung bekam sie 10 Millionen US-Dollar und das Marble House zugesprochen. William Kissam Vanderbilt heiratete 1903 in zweiter Ehe Ann Rutherford Sands Harriman. 
Am 11. Januar 1896 heiratete Alva Vanderbilt in Newport auf Rhode Island den Bankier Oliver Hazard Belmont (1858–1908), ältester Sohn des deutsch-jüdischen Bankier und Politiker August Belmont und Caroline Slidell Perry. Die Ehe, die allen Berichten zufolge glücklich verlief, blieb kinderlos. Zusammen mit ihrem zweiten Mann wurde Alva Belmont eine großzügige Mäzenin der Künste und spendete große Summen an Krankenhäuser. Nach dem Tod von Oliver Belmont im Jahre 1908 reiste sie für mehrere Monate durch Europa. 

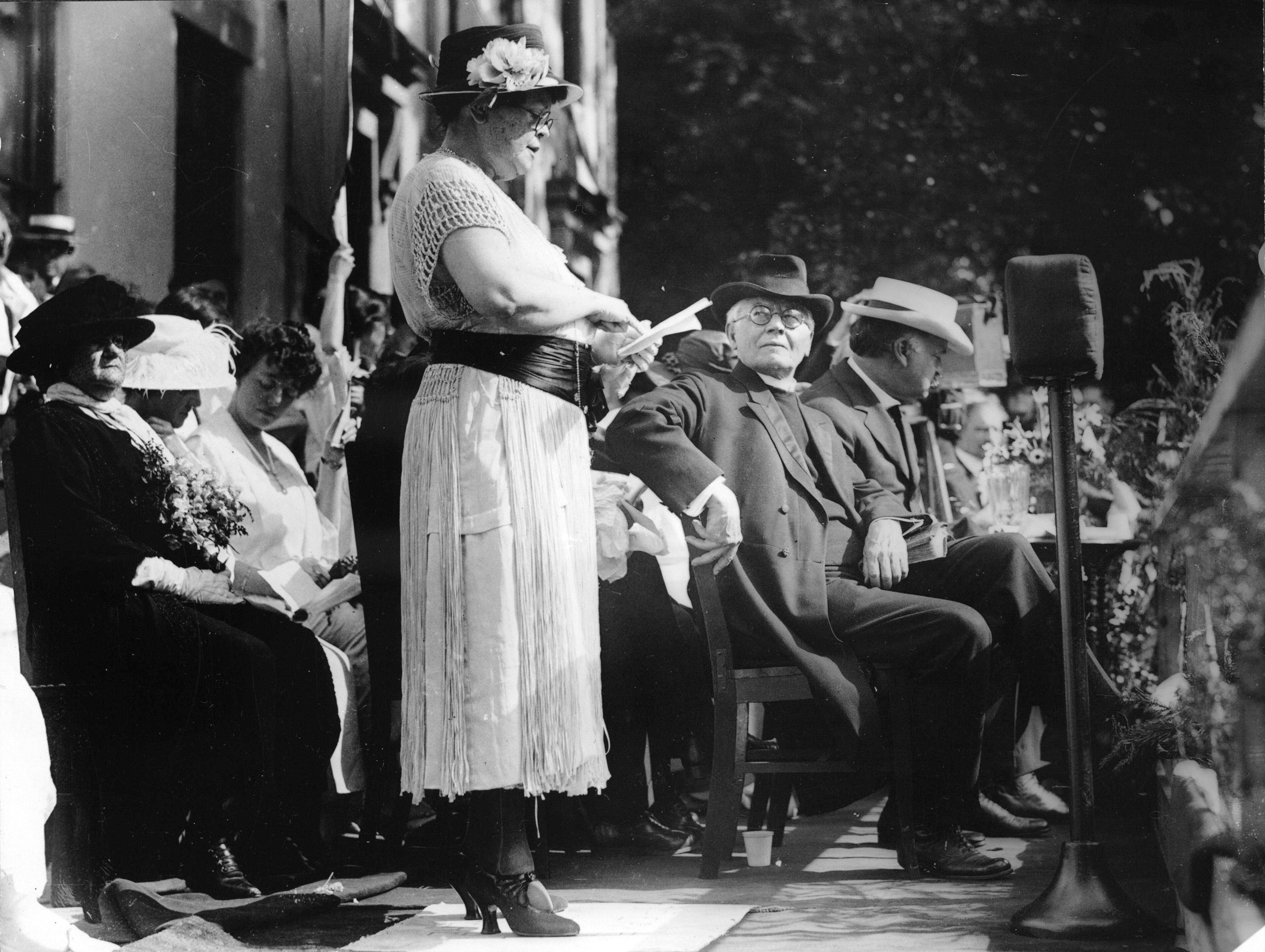
Alva Vanderbilt Belmont redet vor der National Woman’s Party, 1922

Nach ihrer Rückkehr nach New York engagierte sich Alva Belmont zusammen mit Anna Howard Shaw, Lucy Burns und Alice Paul, und einer Reihe anderer Frauen zwischen 1912 und 1920 den erfolgreichen Kampf um das Frauenwahlrecht in den USA. Im Juli 1914, zu einer Zeit, in der Frauen noch nicht mal das Wahlrecht hatten, organisierte sie mit Molly Brown eine internationale Frauenrechtskonferenz in Newport, Rhode Island, die von zahlreichen Frauen- und Menschenrechtsaktivisten frequentiert wurde. Sie organisierte Veranstaltungen und finanzierte auch die National American Woman Suffrage Association (NAWSA). Der 19. Zusatzartikel zur Verfassung der Vereinigten Staaten, der den Frauen das Wahlrecht garantierte, wurde 1920 vom Kongress der Vereinigten Staaten beschlossen. Auch danach blieb Alva Belmont bis Mitte der 1920er Jahre frauenpolitisch aktiv.
Ende der 1920er Jahre zog Alva Belmont nach Frankreich. Hier kaufte sie ein Stadthaus in Paris und das Loire-Schloss Château d’Augerville, erbaut von König Karl VII. für seine Mätresse Agnès Sorel, in Augerville-la-Rivière. Am 12. Mai 1932 erlitt sie einen Schlaganfall und war daraufhin halbseitig gelähmt. Sie konnte nach einiger Zeit wieder sprechen, aber erlitt am 3. November des gleichen Jahres einen zweiten Schlaganfall, nachdem sie gelähmt blieb und das Sprechvermögen nicht wiedererlangte. Am 26. Januar 1933 starb sie an den Folgen einer Bronchitis und wurde neben ihrem zweiten Mann Oliver Belmont auf dem Woodlawn Cemetery in der Bronx beigesetzt.
Das Belmont-Paul Women’s Equality National Monument ist nach ihr benannt.